# Robin Barton
Robin Barton (Leamington Spa, 5 novembre 1958) è un mercante d'arte britannico, che si occupa principalmente delle opere di Banksy.
Barton ha studiato fotografia e graphic design all'Exeter College of Art and Design. Trasferitosi a Londra nel 1980, ha iniziato a lavorare come fotografo freelance per pubblicazioni di musica e moda come Sounds, NME, Blitz, The Face per poi lavorare regolarmente per l'Independent Magazine fotografando tra gli altri Alec Guinness, Oliver Reed, Johnny Depp, Lou Reed, Hugh Grant e Peter Hall. Successivamente ha lavorato per altre pubblicazioni come Sunday Times, Sunday Telegraph, Elle, Vogue, Tatler e Blueprint.
Quattro dei suoi lavori sono state inseriti nella collezione permanente della National Portrait Gallery.

## Curatore
Nel 2007 ha curato e ospitato la controversa prima proiezione di Blood Paintings di Pete Doherty, in concomitanza con la pubblicazione dell'autobiografia del cantante Books of Albion. Nel 2007 ha curato la prima mostra su Banksy alla Vanina Holasek Gallery di New York.

## Bankrobber London
A giugno 2007 ha creato a Notting Hill la concessionaria d'arte Bankrobber London, che si è occupata della vendita del murale di Banksy Slave Labour e ad inizio 2014 ha aiutato a preservare lo Spy Booth di Banksy a Cheltenham. Alla fine del 2014 Barton è stato responsabile della rimozione e della messa all'asta dell'Art Buff di Banksy.
La rimozione delle presunte opere di Banksy da luoghi pubblici ha spesso causato proteste dalle comunità e dalle autorità locali.